# 黎桂康
黎桂康（1947年—），男，汉族，广东东莞人，中华人民共和国政治人物，曾任十一届全国政协常务委员、中央政府驻香港联络办副主任。

## 生平
黎桂康1969年7月参加工作。1972年3月加入中国共产党。2001年4月至2003年12月任广东省东莞市委副书记、市长。2003年12月任中央政府驻港联络办副主任。2008年，当选第十一届全国政协常务委员，代表特邀香港人士，分入第五十三组。